# Nerunjipettai
Nerunjipettai é uma panchayat (vila) no distrito de Erode, no estado indiano de Tamil Nadu.

## Demografia
Segundo o censo de 2001,  Nerunjipettai  tinha uma população de 6372 habitantes. Os indivíduos do sexo masculino constituem 52% da população e os do sexo feminino 48%. Nerunjipettai tem uma taxa de literacia de 53%, inferior à média nacional de 59.5%: a literacia no sexo masculino é de 62% e no sexo feminino é de 43%. Em Nerunjipettai, 11% da população está abaixo dos 6 anos de idade.